# 1522
1522 (MDXXII) fue un año común comenzado en miércoles del calendario juliano. 

## Acontecimientos
- 9 de enero: el cardenal Florensz (estrecho colaborador del emperador Carlos V) es elegido papa con el nombre de Adriano VI.
- 21 de enero: en Nicaragua, el capitán Gil González Dávila y el piloto Andrés Niño realizan el primer viaje por la costa de este país para buscar comunicación entre el océano Atlántico y el Pacífico.
- 3 de febrero: la ciudad de Toledo se rinde a las tropas de Carlos I de España durante la Guerra de las Comunidades.
- 5 de febrero: el cardenal Adrian Florensz de Utrecht, residiendo en Vitoria y no estando, por tanto, presente en el cónclave, recibe la notificación de que ha sido elegido papa.
- 19 de marzo: en México se funda la aldea de Toluca de Lerdo.
- 27 de abril: en Italia, el ejército imperial de Carlos I derrota a las fuerzas combinadas de Francia y la República de Venecia en la batalla de Bicoca y se hace con la llave para entrar en Génova.
- 19 de julio: capitula la resistencia agramontesa del Castillo de Maya durante la Conquista de Navarra.
- 6 de septiembre: Juan Sebastián Elcano llega a Sanlúcar de Barrameda (Cádiz) con solo una nave y 18 hombres, después de dar la primera vuelta el mundo.
- 22 de septiembre: un gran terremoto de 6,8 a 7,0 sacude Almería y el Valle de Andarax, cerca de Alhama de Almería con una intensidad máxima de X-XI matando a unas 2.500 personas, lo que lo convierte en el terremoto más destructivo de la historia de España. La ciudad de Almería quedó totalmente destruida, y hubo graves destrozos en otras 80 localidades; en Granada se observaron grandes grietas en varios muros y torres.
- 22 de octubre: un terremoto y varios deslizamientos de tierra sacuden el municipio de Vila Franca do Campo en la isla de São Miguel dejando un saldo de 5.000 personas muertas.
- Muley Mohamed se apodera del Peñón de Vélez de la Gomera.
- Los portugueses se establecen en Madrás (India).
- Los españoles conquistan el señorío mixteco de Tututepec.
- El Imperio otomano ocupa la isla de Rodas.
- Costa Rica recibe su nombre por parte del colonizador español Gil González Dávila por la abundante riqueza de oro en sus costas.

## Nacimientos
- 2 de febrero: Lodovico Ferrari, matemático italiano (f. 1565)
- 9 de marzo: Juan de Castellanos, poeta, cronista y sacerdote español (f. 1607)
- 5 de julio: Margarita de Austria y Parma, infanta de España (f. 1586)
- 3 de septiembre: Pomponio Allegri, pintor italiano (f. 1594), hijo del mucho más conocido Correggio.
- Mihrimah Valide Sultan: Nace Mihrimah Sultan, hija del sultán Suleiman el magnífico y Su consorte principal y legal Roxelana o Hürrem. Valide Sultan en dos ocasiones.
- Shibata Katsuie, comandante militar del período Sengoku. (f.1583)
- Francisco Sánchez de las Brozas, humanista español.
- Joachim du Bellay, poeta francés.
- Joan Coloma i Cardona, noble, escritor y militar español.

## Fallecimientos
- 12 de abril: Piero di Cosimo, pintor italiano (n. 1462)
- 2 de julio: Antonio de Nebrija, humanista y gramático español (n. 1441)
- 14 de septiembre: Jean Glapion, religioso español (n. 1460)
- Johannes Werner, cartógrafo alemán.
- Johannes Stabius, cartógrafo y matemático austríaco.
- Ramón Folc de Cardona-Anglesola, militar y marino catalán.